# Страшкевич Володимир Михайлович
Страшке́вич Володи́мир Миха́йлович (1875, Вишевичі, Київська губернія, Російська імперія — 1962, Вінниця) — український письменник, громадський діяч, член Старої Громади, письменник і мовознавець (лексикограф), архівіст, педагог.

## Біографія
Працював у видавництві «Вік», за УНР — віце-директор департаменту Міністерства Віроісповідань. 1905 за інціативи В. М. Страшкевича та інших була утворена Всеукраїнська учительська спілка (ВУУС) — професійна українська організація вчителів і діячів народної освіти. З 1926 голова Секції ділової мови при Соціально-економічному відділі Інституту Української Наукової Мови; разом з М. Ю. Дорошенком і М. О. Станиславським співавтор нормативного російсько-українського «Словника ділової мови. Термінологія та фразеологія» (1930; близько 15 000 російських термінів і фразеологізмів). «Словник…» сприяв уодностайненню української ділової термінології, поєднуючи галицько-буковинські й східно-українські тенденції розвитку. Друкувався у «ЛНВ» і в низці київських журналів та газет переважно під псевдонімом В. Поточний. Засуджений у справі Спілки визволення України. Засуджений на висилку з України на 3 роки без позбавлення прав. Покарання відбував у Воронежі, де викладав латину.
З 1944 р. — викладач української та латинської мов у Вінницькому педінституті. Кандидат філологічних наук — дисертація «Проблема викладання класичної лексики (семантика і словотвір)» (1951). Працював над монографією «Лексичні елементи індоєвропейської мови-основи у словниковому складі сучасної української мови».
Реабілітований 1989 р.